# André Frercks
André Frercks (* 12. Juni 1960) ist ein ehemaliger deutscher Fußballspieler. 

## Werdegang
Frercks stand in der Saison 1979/80 für den OSC Bremerhaven in 18 Partien der 2. Fußball-Bundesliga auf dem Feld. Von 1980 bis 1982 spielte er bei Arminia Hannover. Nach seinem Wechsel zum Stadtrivalen Hannover 96 sammelte Frercks weitere Zweitliga-Erfahrung: In den Spieljahren 1982/83 sowie 1983/84 wirkte er in den Farben der Hannoveraner in 52 Begegnungen der 2. Bundesliga mit.
Ab 1984 war er Spieler des TSV Havelse, 1989 kehrte Frercks zu Arminia Hannover zurück, spielte 1990/91 beim TuS Celle FC und schloss sich anschließend TSV Krähenwinkel/Kaltenweide an. Als Altherrenspieler trug er wieder das Hemd des TSV Havelse.